# Montes Altos
Montes Altos – miasto i gmina w Brazylii, w Regionie Północno-Wschodnim, w stanie Maranhão.  
Ma powierzchnię 1488,33 km². Według danych ze spisu ludności w 2010 roku gmina liczyła 9413 mieszkańców, a gęstość zaludnienia wynosiła 6,32 osób/km². Dane szacunkowe z 2019 roku podają liczbę 9160 mieszkańców. 
W 2017 roku produkt krajowy brutto per capita wyniósł 6975,7 reali brazylijskich.
Gminę utworzono w 1955 roku, wcześniej tereny te administracyjnie były przynależne do gminy Imperatriz.